# Teledapus cremarius
Teledapus cremarius är en skalbaggsart som beskrevs av Holzschuh 1999. Teledapus cremarius ingår i släktet Teledapus och familjen långhorningar. Inga underarter finns listade i Catalogue of Life.